# Tophouse
Tophouse, auch Tophouse Settlement genannt, ist eine kleine Siedlung im Tasman District auf der Südinsel von Neuseeland.

## Geographie
Die Siedlung befindet sich rund 6,5 km nordöstlich von Saint Arnaud und rund 60 km südwestlich von Nelson im Tal des Motupiko River. Der New Zealand State Highway 63 führt knapp 2 km südlich der Siedlung vorbei.

## Geschichte
Die Siedlung wurde nach einem im 19. Jahrhundert gegründeten Hotel benannt, das Viehtreiber mit ihren Schafen auf ihrem Weg zwischen Canterbury und Marlborough beherbergte. Das Hotel ist noch heute in Betrieb und besonders für einen Doppelmord im Jahre 1894 bekannt. Für viele Jahre bezog sich der Name eigentlich nur auf das Hotel, wurde aber auch für die Umgebung benutzt. Am 10. Mai 2001 vergab das New Zealand Geographic Board den Namen "Tophouse Settlement" für die Umgebung.
Es gab früher Pläne, in Tophouse einen Eisenbahnknotenpunkt zu errichten. Ein Plan aus den 1880er Jahren für die Routenführung der Main North Line von Christchurch nach Marlborough und Nelson schlug vor, den in Culverden endenden Wairau Branch über Hanmer Springs nach Tophouse weiterzuführen und dann eine Nebenbahn durch das Tal des Wairau River nach Blenheim und eine weitere nach Nelson zu bauen. Diese Überlegungen gab es bis in die 1930er Jahre, als stattdessen eine Küstenstrecke über Parnassus und Kaikoura gebaut wurde.

## Die "Tophouse-Tragödie"
Im Oktober 1894 reisten die Eigentümer des Tophouse-Hotels, Nathaniel und Louisa Longney, nach Blenheim. Ihr Cousin, John Lane, führte in dieser Zeit die Geschäfte weiter, die Kinderfrau Catherine Wylie kümmerte sich um die drei Kinder. Der Bruder von Louisa, William (Bill) Bateman, der erfolglos um Caterine Wylie geworben haben soll, hörte davon und wurde offensichtlich eifersüchtig.
Er reiste zum Hotel und kam am 4. Oktober dort an. Er ging mit John zur Kaninchenjagd und schoss ihm von hinten in den Kopf. Nachdem er die Leiche in den Büschen versteckt hatte, ging er zu der 300 Meter entfernten Telegrafenstation und sagte dem Diensthabenden William Wallis, dass John Lane mit ihm sprechen wolle. Als Wallis Bateman begleitete, wurde auch er erschossen und seine Leiche unter einer Pferdedecke versteckt. In der Nacht bedrohte er Caterine Wylie und die Frau von Wallis (Diese hatte sich in der Telegrafenstation eingeschlossen und versuchte Hilfe zu rufen), schoss aber auf keine der beiden Frauen.
Als die Polizei am nächsten Abend aufgrund der Hilferufe von Frau Wallis ankam, fand sie Bateman auf der Veranda des Hotels. Er hatte sich mit seinem Schrotgewehr in den Kopf geschossen. Die Löcher der Kugeln sind noch heute in den Deckenbrettern der Veranda zu sehen.